# Zijingshan
Zijingshan (kinesiska: 紫荆山街道, 紫荆山) är en socken i Kina. Den ligger i provinsen Shandong, i den östra delen av landet, omkring 360 kilometer öster om provinshuvudstaden Jinan. Antalet invånare är 37 199. Befolkningen består av 19 083 kvinnor och 18 116 män. Barn under 15 år utgör 12,0 %, vuxna 15-64 år 78 %, och äldre över 65 år 8,0 %.
Genomsnittlig årsnederbörd är 750 millimeter. Den regnigaste månaden är juli, med i genomsnitt 295 mm nederbörd, och den torraste är januari, med 11 mm nederbörd.